# Uvalda
Uvalda é uma cidade localizada no estado americano de Geórgia, no Condado de Montgomery.

## Demografia
Segundo o censo americano de 2000, a sua população era de 530 habitantes.
Em 2006, foi estimada uma população de 559, um aumento de 29 (5.5%).

## Geografia
De acordo com o United States Census Bureau tem uma área de
5,0 km², dos quais 5,0 km² cobertos por terra e 0,0 km² cobertos por água. Uvalda localiza-se a aproximadamente 72 m acima do nível do mar.

## Localidades na vizinhança
O diagrama seguinte representa as localidades num raio de 24 km ao redor de Uvalda.